# 遠藤洋一郎
遠藤 洋一郎（えんどう よういちろう、1942年6月5日 - 2019年10月17日）は、日本の経営者。学習研究社(現在の学研ホールディングス)社長を務めた。

## 来歴・人物
福島県出身。1966年に東京大学文学部を卒業し、同年に学習研究社に入社。1997年6月に取締役に就任し、2001年6月には社長に就任。2010年12月に相談役に就任。
2019年10月17日に癌のために死去。77歳没。